# Dionys Kippel
Dionys Kippel (6 gennaio 1998) è un ex sciatore alpino svizzero.

## Biografia
Specialista delle prove tecniche attivo dal dicembre del 2014, in Coppa Europa Dionys Kippel ha esordito il 4 febbraio 2019 a Gstaad in slalom speciale (45º) e ha conquistato l'unico podio il 6 gennaio 2021 a Val-Cenis nella medesima specialità (2º); ha disputato la sua unica gara in Coppa del Mondo il 15 marzo 2021 a Kranjska Gora sempre in slalom speciale, senza qualificarsi per la seconda manche. Ha preso per l'ultima volta il via in Coppa Europa il 27 febbraio 2024 a Pass Thurn in slalom gigante (42º) si è ritirato al termine di quella stessa stagione 2023-2024: la sua ultima gara è stata lo slalom gigante dei Campionati belgi 2024, disputato il 12 aprile a Val-d'Isère. Non ha preso parte a rassegne olimpiche o iridate.

## Palmarès

### Coppa Europa
- Miglior piazzamento in classifica generale: 50º nel 2021
- 1 podio:
  - 1 secondo posto

### South American Cup
- Miglior piazzamento in classifica generale: 15º nel 2020
- 1 podio:
  - 1 secondo posto

### Australia New Zealand Cup
- Miglior piazzamento in classifica generale: 15º nel 2023
- 1 podio:
  - 1 terzo posto